# Comté de Mercer (Illinois)
Pour les articles homonymes, voir Comté de Mercer.
Le comté de Mercer est un comté situé dans l'État de l'Illinois, aux États-Unis. Sa population s’élevait à 16 434 habitants lors du recensement de 2010. Son siège est Aledo.

## Démographie
| Groupe            | Comté de Mercer | Illinois | États-Unis |
| ----------------- | --------------- | -------- | ---------- |
| Blancs            | 98,3            | 71,5     | 72,4       |
| Métis             | 0,7             | 2,3      | 2,9        |
| Afro-Américains   | 0,3             | 14,6     | 12,6       |
| Autres            | 0,3             | 6,7      | 6,4        |
| Asiatiques        | 0,3             | 4,6      | 4,8        |
| Amérindiens       | 0,1             | 0,3      | 0,9        |
| Total             | 100             | 100      | 100        |
|                   |                 |          |            |
| Latino-Américains | 1,9             | 15,8     | 16,7       |

Selon l'American Community Survey en 2015, 98,43 % de la population âgée de plus de 5 ans déclare parler l'anglais à la maison, 0,56 % l’espagnol et 1,01 % une autre langue.